# Cầu Thịnh Long
Cầu Thịnh Long là một cây cầu bắc qua sông Ninh Cơ, nối liền hai huyện Hải Hậu và Nghĩa Hưng thuộc tỉnh Nam Định, Việt Nam.
Cầu có điểm đầu giao cắt với Quốc lộ 21 tại Km 202+400 (thuộc địa phận xã Hải Châu, huyện Hải Hậu), điểm cuối giao cắt với tỉnh lộ 490C (thuộc địa phận xã Nghĩa Bình, huyện Nghĩa Hưng).
Cầu Thịnh Long có chiều dài 988 m với 19 nhịp, mặt cầu rộng 12 m, gồm hai làn xe cơ giới và hai làn xe thô sơ. Vận tốc thiết kế của cầu là 80 km/h.
Công trình có tổng mức đầu tư 1.158 tỷ đồng, được khởi công xây dựng vào tháng 10 năm 2018 và chính thức đưa vào khai thác từ ngày 28 tháng 5 năm 2020.